# De Vrouw Johanna (Emden)
De Vrouw Johanna is een windmolen in de Oost-Friese stad Emden. De molen werd in het jaar 1804 op de bewalling van de stad gebouwd als opvolger van een reeds bestaande windmolen. Het bouwwerk valt onder monumentenzorg en is in het bezit van de stad Emden, die de molen aan de Emder Mühlenverein verpacht.

## Beschrijving
De totale hoogte van de drie verdiepingen tellende molen bedraagt circa 25 meter. De onderbouw bestaat uit klinkers en meet tot de stelling 12.35 meter. De dikte van de muur bedraagt aan de basis 80 cm. en op de derde verdieping nog 67 cm. De achtkant heeft een hoogte van 12.90 meter. De molen heeft niet de voor Oost-Friesland karakteristieke windroos, maar een staart (, met aan het einde een kruiwiel. Hiermee wordt de kap met het wiekenkruis naar de wind gezet (het zogenaamde kruien). De vlucht van de molen bedraagt 23 meter.

## Restauraties
Nadat de molen buiten bedrijf raakte, werd er een houthandel gevestigd. De molen werd in 1974 door de stad Emden aangekocht en in de jaren 1978-1979 gerestaureerd. In oktober 1994 werd de Emder Mühlenverein opgericht met als doel de restauratie van de molen te ondersteunen. Diverse organisaties, bedrijven en particulieren maakten door giften de restauratie van het monument mogelijk. Een grote tegenslag vond plaats in 1997 toen de inmiddels al afgetakelde achtkant in de nacht van 24 op 25 juni door vandalen in brand werd gestoken. De achtkant werd herbouwd en met riet bedekt.
Op 13 oktober 1998 werd met een kraan de nieuwe achtkant op de onderbouw getakeld en de gerestaureerde molenkap weer op de romp geplaatst. Ook werd de stelling van de molen vernieuwd. De restauratiewerkzaamheden konden in 2004 bij de viering van het 200-jarig bestaan van de molen worden afgesloten.
Met de inbouw van twee molenstenen en een pelsteen is de molen weer bedrijfsvaardig en in staat koren te malen cq te pellen.

## Gebruik
De molen kan na afspraak met de Emder Mühlenverein worden bezichtigd. Het molenhuis naast de molen wordt gebruikt door rederij AG Ems, die er onderkomens voor toeristen heeft ingericht.